# Peristylus cymbochilus
Peristylus cymbochilus är en orkidéart som beskrevs av Jany Renz. Peristylus cymbochilus ingår i släktet Peristylus och familjen orkidéer.
Artens utbredningsområde är Papua Nya Guinea. Inga underarter finns listade i Catalogue of Life.